# What Do You Want from Me? (canción de Cascada)
«What Do You Want from Me?» es una canción grabada por Cascada. Fue lanzada en Alemania el 7 de marzo de 2007 y fue lanzada el 24 de marzo de 2008 en Reino Unido. 

## Historia
"What Do You Want From Me?" fue una de las canciones que se filtraron del lanzamiento de Perfect Day, y fue especulada que se llamaría "Tell Me Why". En el 2007, All Around the World dijo que "What Do You Want from Me?" seguiría a What Hurts the Most.
El estribillo de la canción es muy similar a "Everytime We Touch".
"What Do You Want from Me?" alcanzó al #51.

## Vídeo musical
El sello de Reino Unido de Cascada, All Around the World, lanzó el video el 19 de enero de 2008, en su web oficial. En el video, Natalie y otras tres amigas están sentadas a un lado de una casa de playa, y en la noche hay una fiesta, cantando y bailando. En todas las escenas, es continuamente seguida por un hombre jo
ven, por lo tanto el título de la canción, "What Do You Want from Me?"

## Remixes oficiales
1. What Do You Want From Me (Radio Edit) 2:50
2. What Do You Want From Me (Extended Mix) 4:46
3. What Do You Want From Me (K-Klass Remix) 6:28
4. What Do You Want From Me (K-Klass Radio Edit) 3:34
5. What Do You Want From Me (Flip and Fill Remix) 6:07
6. What Do You Want From Me (Hypasonic Remix) 6:07
7. What Do You Want From Me (Fugitives Freedom Remix) 5:22
8. What Do You Want From Me (Manox Remix) 6:02
9. What Do You Want From Me (Manox Radio Edit) 3:31
10. What Do You Want From Me (Fugitives Freedom Radio Edit) 3:57
11. What Do You Want From Me (Ti-Mo Vs Stefan Rio Remix) 5:08
12. What Do You Want From Me (Ti-Mo Vs Stefan Rio Radio Edit) 3:43
13. What Do You Want From Me (DJ Cyrus Remix) 5:35
14. What Do You Want From Me (DJ Cyrus Radio Edit) 3:33
15. What Do You Want From Me (Club Mix) 4:59
16. What Do You Want From Me (Alex K Remix) 4:20
17. What Do You Want From Me (Original Mix) 4:44
18. What Do You Want From Me (S & H Project Radio Edit) 3:34
19. What Do You Want From Me (S & H Project Remix) 5:47
20. What Do You Want From Me (DJ Gollum Radio Edit) 3:35
21. What Do You Want From Me (DJ Gollum Remix) 5:24
22. What Do You Want From Me (Basslovers United Radio Edit) 3:40
23. What Do You Want From Me (Basslovers United Extended Mix)
24. What Do You Want From Me (Studio A capela With Out Effects)

## CD Sencillo en Reino Unido/Descarga
1. What Do You Want From Me? [Radio Edit]
2. What Do You Want From Me? [K-Klass Classic Radio Edit]
3. What Do You Want From Me? [Original/Extended Mix]
4. What Do You Want From Me? [Hypasonic Mix]
5. What Do You Want From Me? [K-Klass Mix]
6. What Do You Want From Me? [Manox Remix]
7. What Do You Want From Me? [Fugitive's Freedom Mix]